# Toni Profanter
Toni Profanter (* 24. Juli 1954 in Villnöß, eigentlich Anton Profanter) ist ehemaliger Landesstabführer des Verbandes Südtiroler Musikkapellen und leitete von 1980 bis 2001 sowie 2005 bis 2013 als Kapellmeister die Musikkapelle Villnöß.

## Leben
Profanter stammt aus einer musikalischen Familie (sein Bruder Hansjörg Profanter ist Solo-Posaunist beim Symphonieorchester des Bayerischen Rundfunks) wuchs in Villnöß auf, ist von Beruf Maschinenbautechniker und musizierte bereits in frühester Jugend in der Familie. Mit 13 Jahren trat er als Klarinettist in die Musikkapelle Villnöß ein. Nach der Ausbildung zum Kapellmeister im Jahre 1976 leitete er verschiedene Musikkapellen im Raum Eisacktal. 1977 errang er das Jungmusikerleistungsabzeichen in Gold. Zwischen 1989 und dem Jahre 2000 war er Bezirkskapellmeister von Brixen. Er arbeitet seit 1983 beim Verband Südtiroler Musikkapellen mit und ist seit 1996 Verantwortlicher für die „Musik in Bewegung“. Seit 2013 ist Toni Profanter Kapellmeister der Musikkapelle Vahrn.

## Ehrungen
Toni Profanter ist Träger der Verdienstmedaille des Landes Tirol für seine Verdienste um die Tiroler Blasmusik und Ehrenmitglied des Verbandes Südtiroler Musikkapellen.